# Desmosoma anversense
Desmosoma anversense är en kräftdjursart som beskrevs av Schultz 1979. Desmosoma anversense ingår i släktet Desmosoma och familjen Desmosomatidae. Inga underarter finns listade i Catalogue of Life.